# Martin Richards (Informatiker)
Martin Richards (* 21. Juli 1940) ist ein britischer Informatiker.
Richards studierte an der Universität Cambridge Mathematik und Informatik. Für seine Dissertation 1967 (The design and implementation of CPL-like programming languages) entwickelte er die BCPL Programmiersprache. Sie war die Ausgangsbasis für die Entwicklung der B-Programmiersprache durch Ken Thompson (1969), die dann von Dennis Ritchie zu C weiterentwickelt wurde.
Richards war bis zu seiner Emeritierung 2007 Senior Lecturer im Computer Labor der Universität Cambridge und Fellow des St. John’s College.
1979 entwickelte er das portierbare Betriebssystem Tripos für Minicomputer.
2003 erhielt er den Computer Pioneer Award.

## Schriften
- The portability of the BCPL compiler, Software: Practice and Experience, Band  1, 1971, S. 135–146